# Dariusz Gnatowski
Dariusz Gnatowski (Ruda Śląska, 1961. május 24. – Krakkó, 2020. október 20.) lengyel színész.

## Filmjei
- Teatr Telewizji (1986–2020, tv-sorozat, öt epizódban)
- 30 Door Key (1991)
- Dinozavris kvertskhi (1993)
- Miasto prywatne (1994)
- Dzieje mistrza Twardowskiego (1996)
- Sara (1997)
- Kiadatás II (Ekstradycja 2) (1997, tv-sorozat, négy epizódban)
- Fiatal farkasok 1/2 (Mlode wilki 1/2) (1998)
- Demony wojny wg Goi (1998)
- 13 posterunek (1998, tv-sorozat, öt epizódban)
- Siedlisko (1999, tv-sorozat, egy epizódban)
- Graczykowie (1999, tv-sorozat, egy epizódban)
- Tűzzel-vassal (Ogniem i mieczem) (1999)
- Policjanci (1999, tv-film)
- Tygrysy Europy (1999, tv-sorozat)
- Swiat wedlug Kiepskich (1999–2017, tv-sorozat, 39 epizódban)
- Król przedmiescia (2002, tv-sorozat)
- Eukaliptus (2002)
- Egy angyal Krakkóban (Aniol w Krakowie) (2002)
- Na dobre i na zle (2003, 2014, tv-sorozat, két epizódban)
- Szerelmes angyal (Zakochany aniol) (2005, hang)
- Pierwsza milosc (2006, tv-sorozat, egy epizódban)
- In Between (2007, rövidfilm)
- Hela w opalach (2007, tv-sorozat, egy epizódban)
- When the Light of Dawn Arises (2012, rövidfilm)
- Jak uratowac mame (2016, hang)